# Teodozja (imię)
Teodozja – imię żeńskie pochodzenia greckiego, żeński odpowiednik imienia Teodozy. Oznacza „dana od Boga”. Patronką imienia jest św. Teodozja z Cezarei (†307), męczennica.
Teodozja  obchodzi imieniny: 14 lutego, 2 kwietnia, 29 maja, 11 czerwca i 18 lipca. 

## Osoby o imieniu Teodozja
- Teodozja Drewińska (1848-1941) – nauczycielka i działaczka społeczna
- Teodozja Dzieduszycka (1882-1912) – malarka, sanitariuszka, delegatka Tymczasowego Komitetu Rządowego we Lwowie
- Teodozja Friderici-Jakowicka (1835-1889) – śpiewaczka operowa
- Teodozja Goliborska-Gołąb (1899-1992) – lekarka
- Teodozja Lisiewicz (1903-1975) – aktorka i pisarka